# Rejon korieniewski
Rejon korieniewski (ros. Кореневский район) – jednostka administracyjna wchodząca w skład obwodu kurskiego w Rosji.
Centrum administracyjnym rejonu jest osiedle typu miejskiego Korieniewo.

## Geografia
Powierzchnia rejonu wynosi 871,75 km².
Graniczy z innymi rejonami obwodu kurskiego: sudżańskim, lgowskim, rylskim, głuszkowskim oraz z sumskim obwodu sumskiego (Ukraina).
Głównymi rzekami rejonu są: Sejm, Kriepna, Snagost.

## Historia
Rejon powstał w roku 1928, a w skład nowo powstałego obwodu kurskiego wszedł w 1934. W wyniku reformy administracyjnej w 1963 rejon został zlikwidowany, ale w 1966 przywrócono go.

## Demografia
W 2018 rejon zamieszkiwało 16 052 mieszkańców, z czego 5420 na terenach miejskich.

## Miejscowości
W skład rejonu wchodzi: 1 osiedle miejskie (osiedle typu miejskiego Korieniewo), 9 osiedli wiejskich (sielsowietów) i 51 wiejskich miejscowości.
| Sielsowiet    | Centrum administracyjne | Pozostałe miejscowości                                                                                         |
| ------------- | ----------------------- | --- |
| Wiktorowski   | Wiktorowka              | Biachowo, Gordiejewka, Troickoje, Uspienowka, Wniezapnoje                                                      |
| Komarowski    | Komarowka               | 10-yj Oktiabr, Apanasowka, Wiszniowka                                                                          |
| Korieniewski  | Korieniewo              | Łobanowka, Matwiejewka, Nikipiełowka                                                                           |
| Lubimowski    | Lubimowka               | Obuchowka |
| Olgowski      | Olgowka                 | Wietrieno, Durowka, Żebołowka, Żurawli, Kriemianoje                                                            |
| Puszkarski    | Puszkarnoje             | Błagodatnoje, Dieriugino, Dubrawa, Żadino, Kowyniewka, Kuleszowka, Nowosiołowka, Puszkarożadinskij, Siekierino |
| Snagostski    | Snagost                 | Krasnooktiabrskoje                                                                                             |
| Tołpiński     | Tołpino                 | Aleksandrowka, Gawriłowka, Jużnyj, Kołyczewka, Niżniaja Grunia, Starostinka, Wierchniaja Grunia                |
| Szeptuchowski | Szeptuchowka            | Aleksiejewskij, Kauczuk, Michajłowka, Mordwin, Obszczij Kołodieź, Pietrowskoje, Safonowka, Skrylewka           |